# Postverwaltung der Vereinten Nationen
Die Postverwaltung der Vereinten Nationen (UNPA) ist die Postagentur der Vereinten Nationen. Sie gibt Briefmarken und Ganzsachen in Dollar für die Büros in New York, in Schweizer Franken für die Büros in Genf und in Euro (früher Schilling) für die Büros in Wien heraus.

## Geschichte

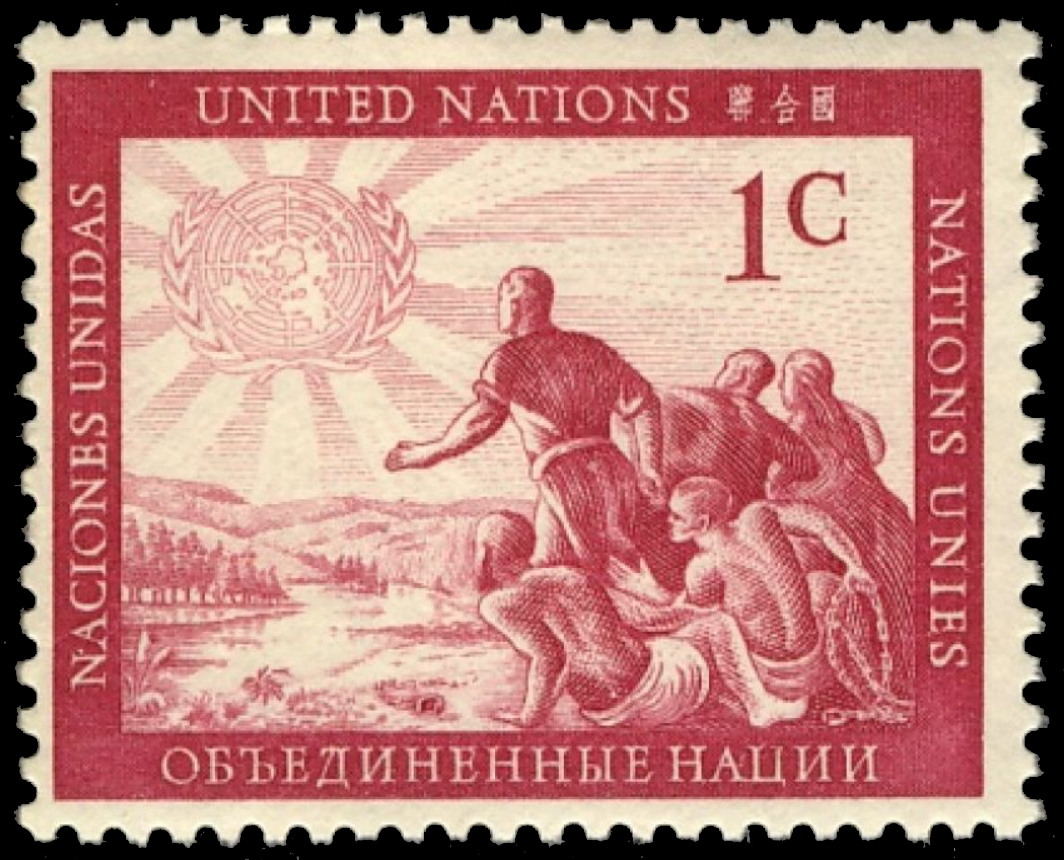
Erste UNPA-Briefmarke vom 24. Oktober 1951

Schon 1946 wurden zum ersten Mal informelle Gespräche über das Engagement der Vereinten Nationen auf dem Gebiet des Postwesens geführt. 1947 schlug Argentinien vor, eine eigene UNO-Briefmarke zu kreieren. Ein komplizierter Entscheidungs- und Entwicklungsprozess führte dazu, dass die Vollversammlung der Vereinten Nationen am 16. November 1950 die Gründung der Postverwaltung der Vereinten Nationen beschloss. Am 28. Mai 1951 wurde ein Abkommen der UN mit den Vereinigten Staaten von Amerika geschlossen. Es sah vor, dass die Postverwaltung der USA auf Hoheitsrechte im Postwesen verzichtete, um Briefmarken in US-Dollar herausgeben zu können, die nur am Hauptsitz der UNO verwendet werden dürfen. Die erste UNO-Briefmarke erschien am 24. Oktober 1951 und war innerhalb von wenigen Tagen ausverkauft. Ähnliche Abkommen wurden später an den UNO-Sitzen in der Schweiz mit der Schweizer Post und in Österreich mit der Österreichischen Post getroffen. Die ersten Marken für die UN-Büros im Palais des Nations in Genf erschienen am 4. Oktober 1969, die ersten Marken für die UN-Büros in der „UNO-City“ in Wien zu deren Eröffnung am 24. August 1979.
Aufgrund der Postautomatisierung werden Briefmarken der UNPA meist nur noch an Briefmarkensammler in aller Welt verkauft, während in den Amtsstuben der UN Freistempelmaschinen ihren Dienst verrichten. Da Mitgliedsländer der UN beitragspflichtig sind, hat man eine Übereinkunft getroffen, dass der Erlös verkaufter UN-Briefmarken auf den Mitgliedsbeitrag des entsprechenden Landes angerechnet wird.

## Dienstmarken
Einige Büros der Vereinten Nationen verwenden bzw. verwandten auch Dienstmarken der entsprechenden Landespostverwaltungen:
- UNO-ONU Vereinte Nationen, Genf
- ILO-BIT Internationale Arbeitsorganisation, Genf
- IBE-BIE Internationales Erziehungsbüro, Genf
- WHO-OMS Weltgesundheitsorganisation, Genf
- IRO-ORI Weltflüchtlingsorganisation, Genf
- WMO-OMM Weltorganisation für Meteorologie, Genf
- UPU Weltpostverein, Bern
- ITU-UIT Internationale Fernmeldeorganisation, Bern
- UNESCO Organisation der Vereinten Nationen für Erziehung, Wissenschaft und Kultur, Paris
- ICJ-CIJ Internationaler Gerichtshof, Den Haag